# Ujście (Braniewo)
Ujście (deutsch Pfahlbude) ist eine kleine Wohnsiedlung im äußersten Nordwesten der polnischen Woiwodschaft Ermland-Masuren. Sie gehört zur Landgemeinde Braniewo im Powiat Braniewski (Braunsberg).

## Geographische Lage
Ujście liegt am rechten Ufer der Passarge (polnisch: Pasłęka) neben deren Mündung in das Frische Haff (Zalew Wiślany), zwei Kilometer vom ehemaligen Fischerdorf Stara Pasłęka (Alt Passarge) entfernt. Die Staatsgrenze zum russischen Oblast Kaliningrad ist vier Kilometer vom Ort entfernt. Der Ort ist durch eine Nebenstraße mit Braniewo (Braunsberg), das auch Bahnstation ist, verbunden. Die Entfernung zur jetzigen Kreisstadt Braniewo beträgt sieben Kilometer, die frühere Kreismetropole Heiligenbeil (heute russisch: Mamonowo) liegt neun Kilometer Luftlinie entfernt, ist jedoch nur auf dem Umweg über Gronowo (Grunau) zu erreichen.